# Polska Wieś (powiat poznański)
Polska Wieś – wieś w Polsce położona w województwie wielkopolskim, w powiecie poznańskim, w gminie Pobiedziska.
Wieś królewska należąca do starostwa pobiedziskiego, pod koniec XVI wieku leżała w powiecie gnieźnieńskim województwa kaliskiego. Do 1954 roku istniała gmina Polskawieś. W latach 1975–1998 miejscowość należała administracyjnie do województwa poznańskiego.

## Klasztor i szkoła Sióstr Sacré Coeur

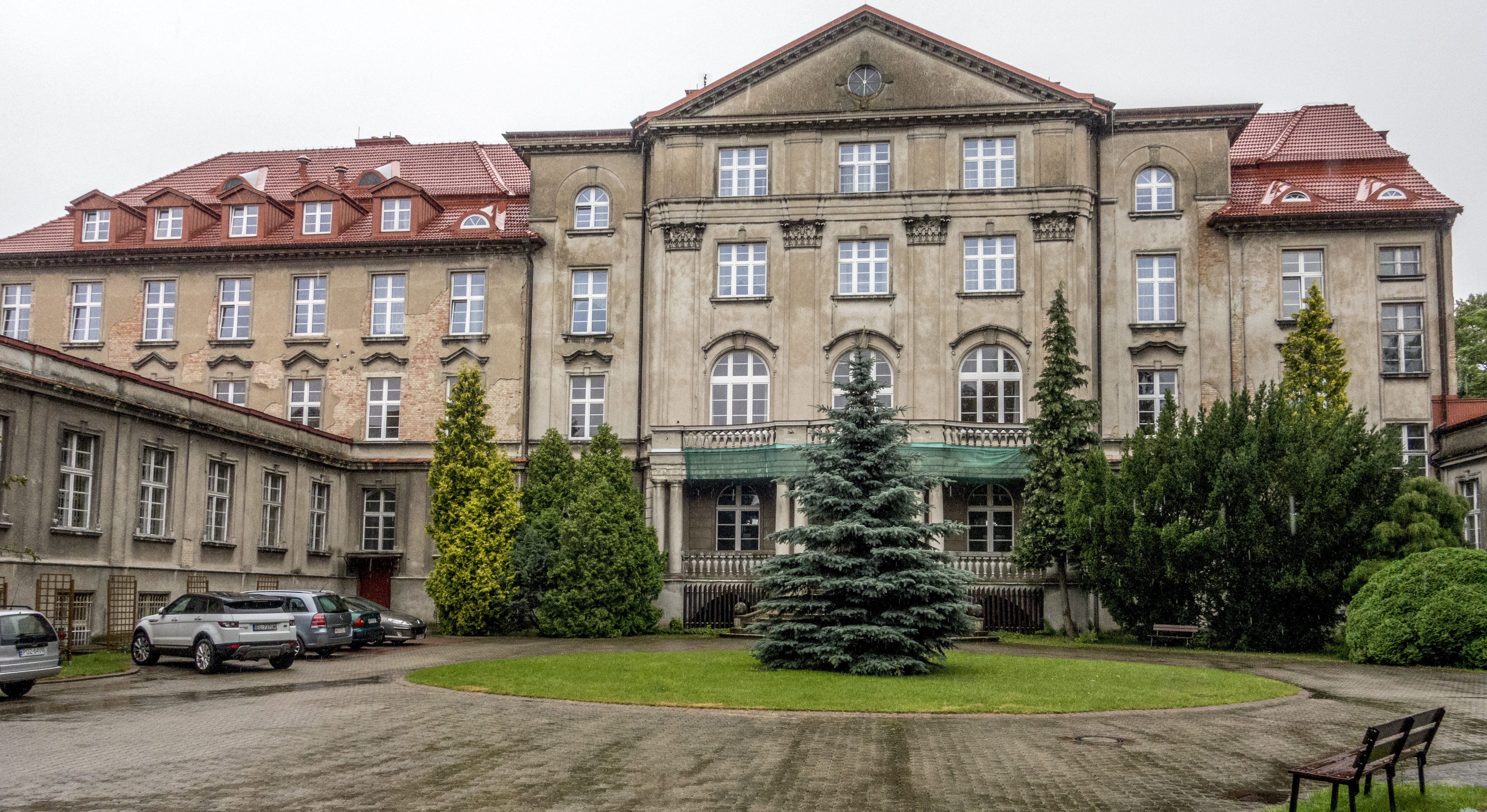
Dawna szkoła sióstr Sacré Coeur w Polskiej Wsi (obecnie w granicach miasta Pobiedziska), przekształcona w dom rekolekcyjny)

W 1921 roku Zgromadzenie Najświętszego Serca Jezusa (Sacré Coeur) zakupiło w Polskiej Wsi rozległą posiadłość z dworkiem, który został przeznaczony na  klasztor. Obok zaczęto budowę dużej szkoły z internatem, ukończonej w 1930 roku. Już w 1922 roku zaczęło funkcjonować 8-klasowe gimnazjum, w latach 30. przekształcone w 4-letnie gimnazjum i 2-letnie liceum (łącznie ok. 100 uczennic). Jednocześnie Zgromadzenie prowadziło Prywatne Kursy Gospodarstwa Domowego dla ok. 30 ubogich dziewcząt z tej okolicy. W latach 1940–1945 w budynku funkcjonował szpital niemiecki, a siostry pracowały w nim i dzięki temu wspólnota przetrwała okres okupacji. W kwietniu 1945 roku siostry wznowiły funkcjonowanie gimnazjum, a rok później otwarto 2-letnią Szkołę Rolniczą (która istniała do 1950 roku). Zgodnie z reformą szkolnictwa polskiego gimnazjum przekształcono w 11-latkę, potem w 4-letnie liceum, a w później w 3-letnie gimnazjum i 3-letnie liceum. Była to jedyna zakonna szkoła ogólnokształcąca w Wielkopolsce, która przetrwała okres stalinizmu.
Szkoła została zamknięta 31 sierpnia 2011 roku ze względu na swoje położenie (na wsi) i coraz trudniejszy nabór do szkoły. Obecnie w klasztorze pozostało kilka sióstr, które prowadzą dom rekolekcyjny (rekolekcje ignacjańskie, warsztaty i sesje rekolekcyjne, dni skupienia i rekolekcje w milczeniu).